# Brijestovo
Brijestovo este un sat din comuna Danilovgrad, Muntenegru. Conform datelor de la recensământul din 2003, localitatea are 46 de locuitori (la recensământul din 1991 erau 24 de locuitori).

## Demografie
În satul Brijestovo locuiesc 41 de persoane adulte, iar vârsta medie a populației este de 48,2 de ani (44,2 la bărbați și 53,3 la femei). În localitate sunt 20 de gospodării, iar numărul mediu de membri în gospodărie este de 2,30.
Populația localității este foarte eterogenă.
|  |

| Demografie | Demografie | Demografie |
| An         | Locuitori  | Locuitori  |
| ---------- | ---------- | ---------- |
|            |            |            |
|            |            |            |
|            |            |            |
|            |            |            |
| 1948       | 140        |            |
| 1953       | 150        |            |
| 1961       | 118        |            |
| 1971       | 84         |            |
| 1981       | 58         |            |
| 1991       | 24         | 24         |
| 2003       | 46         | 46         |

| \| Componența etnică conform recensământului din 2003[2] \| Componența etnică conform recensământului din 2003[2] \| Componența etnică conform recensământului din 2003[2] \| Componența etnică conform recensământului din 2003[2] \| Componența etnică conform recensământului din 2003[2] \| \| ----------------------------------------------------- \| ----------------------------------------------------- \| ----------------------------------------------------- \| ----------------------------------------------------- \| ----------------------------------------------------- \| \| \| \| \| \| \| \| Sârbi \| Sârbi \| \| 27 \| 58,69% \| \| Muntenegreni \| Muntenegreni \| \| 15 \| 32,6% \| \| necunoscută \| necunoscută \| \| 0 \| 0% \| |              |  |    |        |
| Componența etnică conform recensământului din 2003 |              |  |    |        |
| |              |  |    |        |
| Sârbi | Sârbi        |  | 27 | 58,69% |
| Muntenegreni | Muntenegreni |  | 15 | 32,6%  |
| necunoscută | necunoscută  |  | 0  | 0%     |